# Proto (modélisme ferroviaire)
Pour les articles homonymes, voir Proto.
Le courant Proto est un courant de modélisme ferroviaire fondé en 1966 visant au respect exact de l'échelle choisie pour les voies, appareils de voie et le matériel roulant ferroviaire (roues, attelages...). Cette philosophie est proche du « finescale » (« échelle fine ») pratiqué en Angleterre et aux États-Unis.
Les voies et matériels roulants Proto, du fait de la finesse des normes et la reproduction d'attelages réels, sont incompatibles avec les normes industrielles éditées par le MOROP et la NMRA.

## Historique rapide
En mars 1966, Model Railway Study Group (MRGS), groupe anglais de modélistes ferroviaires définit le Protofour (ou P4, scale 4, soit 1:76) aux normes fines, présentant une tolérance de fabrication plus réduite et donc plus rigoureuse. En effet, l'échelle 00 utilisée en Angleterre roule sur des rails à un écartement faux par rapport à la réduction 1:76 : pour reproduire une voie d'écartement standard, il faudrait une voie de 18,83 mm d'écartement. Les constructeurs utilisent la voie de 16,5 mm, utilisée par les pratiquants de l'échelle H0 (1:87). Pour faire profiter ces normes fines aux autres modélistes ferroviaire, le MRGS publie en 1978 des normes pour l'échelle 1:87, utilisée en Europe continentale et en Amérique du Nord.

## Désignation
Les pratiquants de ces normes sont regroupés sous le terme de Proto, de l'anglais prototypical, désignant le prototype modèle reproduit, suivi de la valeur chiffrée de l'échelle choisie : pour l'échelle H0 (1:87), on parle donc de Proto87. On trouve aussi la désignation raccourcie, ou Proto est réduit à son initiale : P87
La normalisation anglo-saxonne place un double point entre le terme Proto et le chiffre qui suit : Proto:87.

## Échelles usuelles
Toutes les échelles usuelles du modélisme ferroviaire sont théoriquement utilisables aux normes Proto, mais les plus courants sont :
- Le ProtoFour ou P4, échelle historique du mouvement, reprenant l'échelle scale 4[2] (1:76) de manière stricte.
- Le Proto87, échelle la plus répandue, qui reprend les éléments de l'échelle H0 (1:87),
- Le Proto45[4], échelle Zéro en Allemagne (1:45),
- Le Proto43,5, échelle Zéro en France (1:43,5 - écartement des rails de 33mm),
- Le Proto35[5], échelle 1:35, reprenant les bases du modélisme militaire.

La NMRA a normalisé certaines de ces échelles, du 1:20.32 au 1/87.1.
Les normes FREMO:87 sont des standards allemands pour la réalisation de réseaux modulaires aux normes fines (Proto et H0pur).